# Anton Galehr
Anton Galehr (* 13. November 1900 in Nüziders; † 2. Oktober 1957 in Bludenz) war ein österreichischer Politiker (ÖVP) und Landwirt. Er war von 1949 bis 1957 Abgeordneter zum Vorarlberger Landtag.

## Ausbildung und Beruf
Galehr besuchte zunächst die Volksschule in Nüziders und wechselte danach an die Fortbildungsschule Nüziders, bevor er einen Landwirtschaftskurs in Admont in der Steiermark absolvierte. Er arbeitete von 1915 bis Februar 1918 am elterlichen Hof und wurde danach zum Kriegsdienst im Ersten Weltkrieg eingezogen. Im Herbst 1918 kehrte er aus dem Ersten Weltkrieg zurück. Nach seiner Rückkehr aus dem Krieg arbeitete er zwischen 1918 und 1931 neuerlich auf dem elterliche Hof mit. Er machte sich 1931 als Landwirt mit einem eigenen Hof in Nüziders selbständig und betrieb auf seinem Hof eine eigene Mosterei.

## Politik und Funktionen
Während des Zweiten Weltkriegs engagierte sich Galehr zwischen 1939 und 1945 als Ortsbauernführer von Nüziders. Er war von 1950 bis 1957 Mitglied der Gemeindevertretung von Nüziders und wirkte zudem von 1955 bis 1957 als Mitglied des Gemeinderates. Er war Mitglied des Bau-, Landwirtschafts- und Forstausschusses. Des Weiteren war er Vorstandsmitglied der Spar- und Darlehenskasse Nüziders sowie Vorstandsmitglied des Konsumvereins. Als Abgeordneter des Wahlbezirkes Bludenz vertrat er die ÖVP vom 25. Oktober 1949 bis zu seinem Tod im Landtag, wo er auch Mitglied im Landwirtschaftlichen Ausschuss gewesen war. Galehr, der 1946 dem Österreichischen Bauernbund und der Österreichischen Volkspartei Vorarlbergs beigetreten war, wirkte innerparteilich von 1949 bis 1957 als Mitglied der Landesparteileitung der ÖVP Vorarlberg und war von 1950 bis 1957 Mitglied des Landesparteirates der ÖVP Vorarlberg.

## Privates
Anton Galehr war der Sohn des Landwirteehepaars Dominikus und Katharina Galehr. Er heiratete 1931 Juliane Galleitner und wurde Vater von zwei Söhnen und zwei Töchtern, die zwischen 1932 und 1937 geboren wurden. Galehr verstarb 1957, nachdem er am Bahnhof Bludenz einen plötzlichen Herzinfarkt erlitten hatte.